# Nimodipine
La nimodipine est une dihydropyridine antagoniste du calcium. Son indication principale est la prévention de spasmes artériels cérébraux, une complication de l'hémorragie méningée et peut aussi être utilisé en traitement de 1re intention du syndrome de vasoconstriction cérébrale réversible (SVCR).

## Stéréochimie
La nimodipine contient un stéréocentre et se compose donc de deux énantiomères. Pratiquement, c'est le racémique, c'est-à-dire le mélange 1:1 des ( R ) et ( S ) qui est utilisé :
| Énantiomères de la nimodipine | Énantiomères de la nimodipine |
| ----------------------------- | ----------------------------- |
| numéro CAS : 77940-92-2       | numéro CAS : 77940-93-3       |